# Bocana determinata
Bocana determinata là một loài bướm đêm trong họ Noctuidae.